# Hilary Cruz

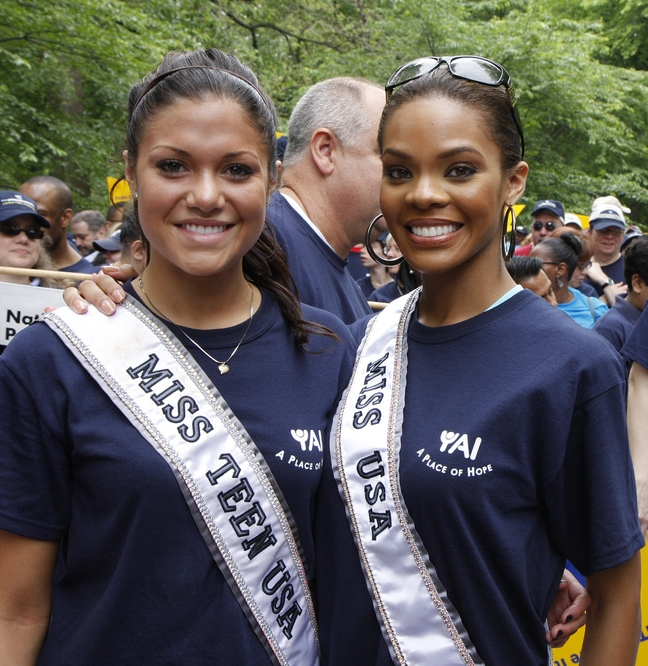
Hilary Cruz và Crystle Stewart

Hilary Cruz, tên đầy đủ là Hilary Carol Cruz (sinh ngày 4 tháng 12 năm 1988) là một hoa hậu đến từ tiểu bang Colorado, nước Mỹ. Cô là người đã đoạt danh hiệu Miss Teen USA 2007.
Trước đó, cô đã từng đoạt danh hiệu Miss Colorado Teen USA 2007 và được quyền đại diện cho tiểu bang này tham dự Miss Teen USA 2007 tổ chức tại tiểu bang California vào tháng 8. Với danh hiệu đạt được, cô đã trở thành cô gái Colorado đầu tiên trong lịch sử đăng quang Miss Teen USA. Hilary Cruz sẽ có một nhiệm kỳ rất ngắn, khoảng 8 tháng trước khi trao vương miện cho Miss Teen USA 2008. Hiện vẫn chưa có thông tin cuối cùng về việc cuộc thi Miss Teen USA 2008 có được tổ chức hay không.
Trong nhiệm kỳ của mình, Hilary Cruz sẽ tham gia các hoạt động xã hội và từ thiện cùng với Rachel Smith, Miss USA 2007 và Riyo Mori, Hoa hậu Hoàn vũ 2007.